# 迷光
光学系において、迷光（めいこう、英: Stray light）とは設計上意図されていない光を指す用語である。設計意図とは異なる光源からの光の場合もあれば、光源は設計意図と同一だが意図通りの経路を通らなかった光である場合もある。迷光は光学系の暗さを損うためSN比およびコントラスト比を低下させるため、系のダイナミックレンジの制限要因となることが多い。ヒトの眼における迷光は眼内迷光と呼ばれる。

## 光学系

### 単色光分光測色法
分光測色計などの単色光を扱う光学測定器においては、迷光は系内に存在する意図した波長（色）以外の光と定義される。迷光レベルは、機器の最も重要な仕様の1つである。 たとえば、強くて狭い吸収バンドが、迷光のために実際のサンプルの吸光度よりも小さいピーク吸収を持っているように見える場合がある。これは、サンプルの光透過度を測定する能力は迷光レベルによって制限されるためである。このような光学系における迷光を減らす1つの方法は、分光器を2重にすることである。分光器を2重にした際の信号対迷光比は、各分光計の比の積となる。そのため、それぞれ迷光比が10−3分光器を2つ直列にした系の迷光比は10−6となり、はるかに大きなダイナミックレンジが得られる。
分光測色計中の迷光を測定し、補償する手法も開発されている。ASTM規格E387では、分光測色計中の迷光を、迷光放射束(SRP)および迷光放射束比(SRPR) を用いて推定する方法について記載されている。
分光測色計中の迷光レベルの校正を補助するための基準物質も市販されている。

### 天文学
可視光天文学においては、スカイグロー起因する迷光により、暗い天体を検出する能力が影響を受ける。ここでいう迷光は天体と同じ位置に収束する別光源からの光をいう。
太陽のコロナ観測にもちいられるコロナグラフの設計においては、迷光が大きな問題となる。

## 光源
迷光の光源にはさまざまなものがある。たとえば、以下のようなものがあげられる。
- 回折格子における「偽線（ゴースト）」。これはたとえば格子間隔の周期的なずれなどにより引き起こされる。
- 望遠鏡の視線上の浮遊粒子による散乱光。
- 光学系の部品からの発光。
  - 赤外線光学系は特に熱放射による影響を受けやすい。
    - 赤外迷光による影響を低減される一つの方法としては、DC信号を使わずに迷光の振幅の小さい狭帯域を使う方法がある。これはたとえば光チョッパー（英語版）により入射光を変調し、チョッパーの動作周波数と同期させたロックインアンプにより入射光による信号成分を分離することにより実現できる。しかし、このアプローチは検出器のダイナミックレンジによる影響を除外できない。つまり、迷光成分が検出器を飽和させてしまう場合は適用できない。
- レンズ表面における反射。
  - 反射防止膜を用いて迷光を低減させることができる。
  - 赤外線検出器自体の熱放射がレンズ表面で反射して戻ってくることを特にナルシサス現象という[7]。
- 光学系中の支持構造表面からの散乱光。
- 鏡表面からの拡散反射。
- 光学系の封止構造からの漏れ光（英語版）。

## 設計ツール
数多くの光学系設計プログラムにより迷光をモデル化することができる。たとえば以下のようなプログラムがある。
- ASAP
- FRED[6]
- Synopsys LightTools
- TracePro
- Zemax

モデル化された迷光を参照することにより、設計した系の内部の迷光を最小限に抑えることができる。